# Juniorvärldsmästerskapet i ishockey 1998
Juniorvärldsmästerskapet i ishockey 1998, JVM i ishockey 1998, var den 22:e upplagan av Juniorvärldsmästerskapet i ishockey som arrangerades av IIHF.
Mästerskapet avgjordes i fyra divisioner som A-, B- C- och D-JVM. Dessa divisioner spelades som fyra turneringar:
A-JVM spelades i Helsingfors och Tavastehus, Finland, under perioden 25 december 1997 – 3 januari 1998.

B-JVM i Tychy och Sosnowiec, Polen, under perioden 28 december 1997 – 4 januari 1998.
C-JVM i Tallinn och Kohtla-Järve, Estland, under perioden 28 december 1997 – 1 januari 1998
D-JVM i Kaunas och Elektrėnai, Litauen, under perioden 30 december 1997 – 3 januari 1998
Finland vann sitt andra Guld. Ryssland tilldelades silvermedaljerna och Schweiz vann överraskande bronsmedaljer.

## Slutresultat
| AJVM   | AJVM      |
| ------ | --------- |
| Guld   | Finland   |
| Silver | Ryssland  |
| Brons  | Schweiz   |
| 4.     | Tjeckien  |
| 5.     | USA       |
| 6.     | Sverige   |
| 7.     | Kazakstan |
| 8.     | Kanada    |
| 9.     | Slovakien |
| 10.    | Tyskland  |

| BJVM | BJVM      |
| ---- | --------- |
| 11.  | Belarus   |
| 12.  | Ukraina   |
| 13.  | Polen     |
| 14.  | Lettland  |
| 15.  | Ungern    |
| 16.  | Frankrike |
| 17.  | Norge     |
| 18.  | Japan     |

| CJVM | CJVM           |
| ---- | -------------- |
| 19.  | Danmark        |
| 20.  | Italien        |
| 21.  | Slovenien      |
| 22.  | Österrike      |
| 23.  | Kroatien       |
| 24.  | Estland        |
| 25.  | Storbritannien |
| 26.  | Rumänien       |

| DJVM | DJVM          |
| ---- | ------------- |
| 27.  | Litauen       |
| 28.  | Nederländerna |
| 29.  | Jugoslavien   |
| 30.  | Spanien       |
| 31.  | Mexiko        |
| 32.  | Bulgarien     |
| 33.  | Sydafrika     |
| 34.  | Turkiet       |

## AJVM
Deltagande lag var Finland, Kanada, Kazakstan, Ryssland, Schweiz, Slovakien, Sverige, Tjeckien, Tyskland, och USA,. Lagen delades upp i två grupper, A och B, där lagen spelade en enkelomgång mot de andra lagen i gruppen. Placering 1–4 var kvalificerade för slutspel där vinnaren från Grupp A spelade mot fyran i Grupp B, tvåan från grupp A spelade mot trean från grupp B och vice versa. Därefter följde semifinal och final. Femmorna från respektive grupp möttes i en två matchers serie för att avgöra vilket lag som flyttades ner till BJVM inför nästa år

### Grupp A
| Nation   | SM | V | F | O | GM | IM | P |
| -------- | -- | - | - | - | -- | -- | - |
| Finland  | 4  | 3 | 0 | 1 | 17 | 10 | 7 |
| Tjeckien | 4  | 2 | 1 | 1 | 16 | 12 | 5 |
| Sverige  | 4  | 2 | 2 | 0 | 16 | 6  | 4 |
| Kanada   | 4  | 2 | 2 | 0 | 9  | 7  | 4 |
| Tyskland | 4  | 0 | 4 | 0 | 1  | 24 | 0 |

### Grupp B
| Nation    | SM | V | F | O | GM | IM | P |
| --------- | -- | - | - | - | -- | -- | - |
| Ryssland  | 4  | 3 | 0 | 1 | 22 | 6  | 7 |
| Schweiz   | 4  | 2 | 1 | 1 | 17 | 5  | 5 |
| USA       | 4  | 2 | 2 | 0 | 17 | 12 | 4 |
| Kazakstan | 4  | 1 | 3 | 0 | 8  | 30 | 2 |
| Slovakien | 4  | 1 | 3 | 0 | 8  | 30 | 2 |

### Slutspel
|  | Kvartsfinal |             |             |  |     |            |            |            |  |       |          |         |   |
|  | B1          | Ryssland    | 2           |  |     |            |            |            |  |       |          |         |   |
|  | A4          | Kanada      | 1           |  |     | Semifinal  | Semifinal  | Semifinal  |  |       |          |         |   |
|  |             |             |             |  |     | QF1        | Ryssland   | 5          |  |       |          |         |   |
|  | Kvartsfinal | Kvartsfinal | Kvartsfinal |  | QF2 | Tjeckien   | 1          |            |  |       |          |         |   |
|  | A2          | Tjeckien    | 4           |  |     |            |            |            |  |       |          |         |   |
|  | B3          | USA         | 1           |  |     | Bronsmatch | Bronsmatch | Bronsmatch |  | Final | Final    | Final   |   |
|  |             |             |             |  |     | SF1        | Schweiz    | 4          |  | SF1   | Ryssland | 1       |   |
|  | Kvartsfinal | Kvartsfinal | Kvartsfinal |  |     | SF2        | Tjeckien   | 3          |  |       | SF2      | Finland | 2 |
|  | A1          | Finland     | 14          |  |     |            |            |            |  |       |          |         |   |
|  | B4          | Kazakstan   | 1           |  |     | Semifinal  | Semifinal  | Semifinal  |  |       |          |         |   |
|  |             |             |             |  |     | QF3        | Finland    | 2          |  |       |          |         |   |
|  | Kvartsfinal | Kvartsfinal | Kvartsfinal |  | QF4 | Schweiz    | 1          |            |  |       |          |         |   |
|  | B2          | Schweiz     | 2           |  |     |            |            |            |  |       |          |         |   |
|  | A3          | Sverige     | 1           |  |     |            |            |            |  |       |          |         |   |

### Nedflyttnings omgång
| Nation    | SM | V | F | O | GM | IM | P |
| --------- | -- | - | - | - | -- | -- | - |
| Slovakien | 2  | 2 | 0 | 0 | 17 | 3  | 4 |
| Tyskland  | 2  | 0 | 2 | 0 | 3  | 17 | 0 |

Tyskland relegerades till BJVM inför 1999.

### Slutställning
| Placering | Nation    |
| --------- | --------- |
| Guld      | Finland   |
| Silver    | Ryssland  |
| Brons     | Schweiz   |
| 4         | Tjeckien  |
| 5         | USA       |
| 6         | Sverige   |
| 7         | Kazakstan |
| 8         | Kanada    |
| 9         | Slovakien |
| 10        | Tyskland  |

### Skytteliga
| Spelare           | Nation    | SM | M | A | P  |
| ----------------- | --------- | -- | - | - | -- |
| Jeff Farkas       | USA       | 7  | 6 | 4 | 10 |
| Olli Jokinen      | Finland   | 7  | 4 | 6 | 10 |
| Eero Somervuori   | Finland   | 7  | 3 | 6 | 9  |
| Ladislav Nagy     | Slovakien | 6  | 6 | 2 | 8  |
| Brian Gionta      | USA       | 7  | 5 | 3 | 8  |
| Timo Vertala      | Finland   | 7  | 4 | 4 | 8  |
| Marián Hossa      | Slovakien | 6  | 4 | 4 | 8  |
| Marcus Nilson     | Sverige   | 7  | 3 | 5 | 8  |
| Andrej Podkonický | Slovakien | 6  | 3 | 5 | 8  |
| Maxim Balmochnykh | Ryssland  | 7  | 2 | 6 | 8  |

### Turneringsutmärkelser
All-star team
- Målvakt:  David Aebischer
- Backar:  Pierre Hedin,  Andrei Markov
- Forwards:  Maxim Balmochnykh,  Olli Jokinen,  Eero Somervuori

IIHF val av bästa spelare
- Målvakt: David Aebischer
- Back: Pavel Skrbek
- Forward: Olli Jokinen